# ملعب بيتواسو

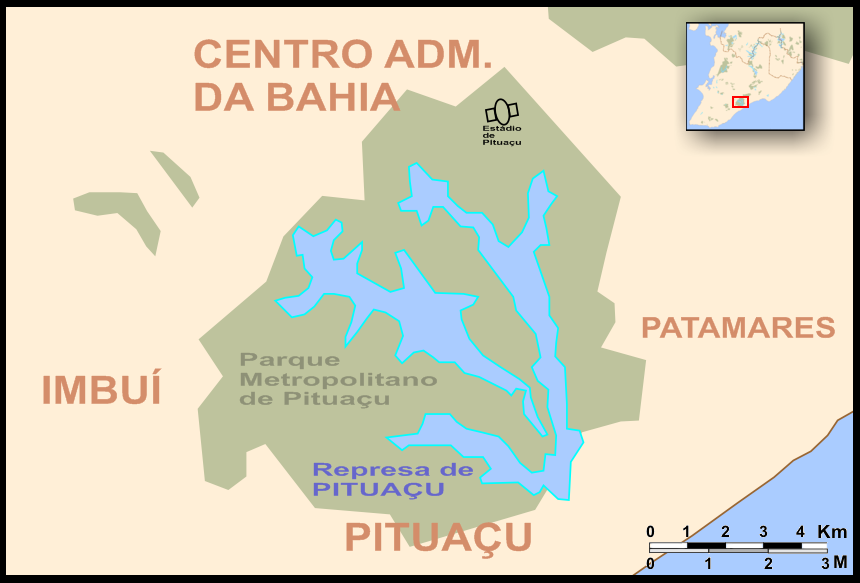

ملعب بيتواسو هو ملعب كرة قدم يقع في مدينة سالفادور البرازيلية . يسع الملعب لجلوس 32,157 متفرج . يعتبر الملعب الرسمي الذي يخوض فيه نادي باهيا مبارياته . تم افتتاح الملعب في سنة 1979 .